# فاطمة سلطان (ابنة سليم الأول)
فاطمة سلطان (1500–1573) هي الأميرة العثمانية فاطمة بنت سليم الأول، والدتها هي عائشة حفصة سلطان وهي أخت السُلطان سليمان القانوني.

## حياتها
وُلدت فاطمة بنت سليم الأول في عام 1500 في مدينة طرابزون. تزوجت فاطمة من حاكم أنطاكية مصطفى باشا، واستمرت في الحياة هُناك حتى طلاقهما، ومن ثُم تزوجت من قرة أحمد باشا الصدر الأعظم السابع في عهد سليمان القانوني، وأنجبت منه طفلتين، وبعد إعدامه ذهبت إلى مدينة بورصة وعادت منها بعد وفاة أخيها سليمان القانوني، وبعض المصادر تذكر أنها في الفترة ما بين (1556-1562) تزوجت قسراً مِن إبراهيم باشا الخادم.
تُوفيت فاطمة في عام 1573 في مدينة القسطنطينية ودفنت في مقبرة قرة أحمد باشا.

## الأدب والثقافة الشعبية
في المُسلسل التلفزيوني حريم السلطان، لَعبت الممثلة ملتم جومبول دور السلطانة فاطمة بنت سليم الأول، حيث أظهرت الممثلة السُلطانة فاطمة بأنها الشقيقة الصغرى والمرحة للسلطان سليمان، التي تضفي جواً خاصاً على القصر، لكنها لا تسلم أيضاً من جو المكائد والدسائس في الحرملك، وتنجر إليه بشكل تلقائي.